# Andale Mono
Andale Mono és una font monoespaiada dissenyada per Steve Matteson. El disseny d'Andale va ser creat originalment per l'empresa Monotype, com a part de les famílies Andale.
Andale Mono és una font pensada per entorns de desenvolupament i per estar inclosa en el projecte Taligent, un projecte d'IBM i Apple amb el propòsit de reemplaçar el sistema operatiu de Mac, però Taligent no va prosperar i es va dissoldre a finals de la dècada dels noranta.
Andale Mono va ser distribuïda per primera vegada com a afegit de l'Internet Explorer 4.5. Aquesta font no ve preinstal·lada en les versions modernes del Microsoft Windows.
És la preferida per a molts programadors per a ser utilitzada en editors de text i IDEs, ja que és bastant llegible i es diferencien fàcilment els seus caràcters entre si.
Algunes fonts similars són: Adaptive Mono, Anonymous, Ascender Uni Duo, Blackbox Sans.

## Anàlisi de la tipografia Andale Mono

Les corbes sobresurten, en alguns casos, de la línia horitzontal superior i inferior

Les astes descendents són més llarges que les ascendents

La distància entre caràcters és constant però s'incrementa en alguns casos, com és el cas de la J.

No hi ha cap caràcter que tingui una amplada igual o superior a la X.

Tot i les formes arrodonides de la g en el seu coll i trau, observem que l'orella és angulosa. La a no té llàgrima i presenta una lleugera cua.